# Joe Hursley

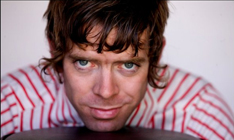
Joe Hursley

Joseph Hursley (nascido em Austin, Texas, 19 de março de 1979) é um ator e músico que mora em Los Angeles, Califórnia.

## Biografia
Hursley nasceu em Austin, Texas. Seu bisavô é Frank M. Hursley, cocriador de General Hospital, a mais longa novela de televisão. Seu pai, Greg Hursley, é um fotógrafo de arquitetura e sua mãe, Kelle, é enfermeira. Hursley começou sua carreira no entretenimento após participar da busca nacional de talentos Schick "Groove n' Smooth" em 1999. Ele venceu a busca de talentos e começou uma empresa de karaokê aos 19 anos. Ele se tornou conhecido na vida noturna de Austin como 'Karaoke Joe' realizando mais de quinhentos shows nos anos seguintes.

## Carreira
A primeira grande oportunidade de Hursley no ramo do entretenimento foi ser escolhido por Ashton Kutcher para estrelar o reality show de comédia da MTV de 2004 You've Got a Friend. Sua tarefa era interpretar um "amigo" desagradável por 48 horas, enquanto os competidores tinham que provar sua amizade na frente de amigos de verdade e entes queridos por um prêmio de US$15.000. Depois Hursley se juntou a Kutcher no Punk'd, onde ele pregou peças em várias celebridades.
Ele então apareceu em grandes filmes, incluindo Accepted, Resident Evil: Extinction e Fast & Furious, o que o levou ao seu primeiro papel principal com a diretora cult Penelope Spheeris em Balls to the Wall (2011).
Em 2009, Hursley estrelou a ópera rock Battle for Milkquarious, um curta-metragem promocional lançado pelo California Milk Processor Board, criadores da campanha Got Milk?. Hursley interpretou o protagonista do filme, Milktastic Rock Star White Gold.
Hursley apareceu no curta de ação/fantasia/terror de 2013 Sequence, que foi reconhecido internacionalmente em festivais em todo o mundo, que incluiu uma indicação para Melhor Ator (Short Shorts Film Festival Japan 2014) e ganhando o prêmio geral de Melhor Curta no LA Shorts Fest (2013).
Em The Origins of Wit and Humor, ele interpretou Les Candalero, um estranho ao estilo Woody Allen. No próximo longa independente For All Eyes Always, ele interpreta Thomas Devlin, um agente da CIA estrelando um reality show sancionado pelo governo para o público americano.

## Música
No final de 2004, Hursley fundou a banda de rock de Los Angeles e destaque do Sunset Strip, The Ringers, com quem lançou os álbuns "Tokyo Massage III" e "Headlocks and Highkicks". Eles apareceram no episódio "Ruthless and Toothless" do Miami Ink. Os Ringers foram apresentados na revista SPIN em 2007. Eles também se apresentaram no palco em Accepted e foram a única banda não contratada a ser apresentada na trilha sonora do filme.
Depois que os Ringers se separaram em 2010, Joe e seu primo Patrick Hursley (o baterista dos Ringers) formaram a banda de indie rock Indians. Eles lançaram seu primeiro álbum autointitulado em 2011. O primeiro videoclipe, "Sink Into You", foi escrito e dirigido por Jordan Albertsen e estrelado por Joslyn Jensen e Taylor Handley.
A música dos Indians foi apresentada no filme Rites of Passage de 2012, e nos programas de televisão Top Gear e Catfish da MTV.
Em 2013, os Indians mudaram seu nome para We Were Indians e lançaram seu álbum de estreia no mesmo ano.

## Filmografia
| Year    | Title                                   | Role                        | Notes |
| ------- | --------------------------------------- | --------------------------- | --- |
| 2004    | You've Got a Friend                     | Frankie / Greg / Jack / ... | TV series Episodes: "Elie" "Erika" "Jayson" "Lindsey"                                                                                                |
| 2004    | No Pain, No Gain                        | Zigbar Miekbach             | Feature |
| 2004    | 10-8: Officers on Duty                  | Shooter                     | TV series Episodes: "Gypsy Road" |
| 2005    | Keeping Up with the Jonesers            | Jonesers Nate               | Short |
| 2005    | Horror High                             | Wild Willie Wilson          | Video |
| 2006    | Punk'd                                  | Field Agent / Himself       | TV series Episodes: "Episode #7.8" "Episode #7.6" "Episode #7.2" "Episode #7.4" "Episode #7.3" "Episode #7.1"                                        |
| 2006    | Accepted                                | Maurice                     | Feature |
| 2006    | Accepted                                | The Ringers                 | Singer/Songwriter: "Spotlite", "Keepin' Your Head Up"                                                                                                |
| 2006    | Broken                                  | Rob                         | Feature |
| 2007    | Campus Ladies                           | Tambo                       | TV series Episode: "Safety First" |
| 2007    | Resident Evil: Extinction               | Otto                        | Feature |
| 2007    | Weekend Junkies                         | Dirty Steve                 | |
| 2008    | Terminator: The Sarah Connor Chronicles | Tristan Dewitt              | TV series Episode: "Brothers of Nablus" |
| 2009    | Monk                                    | Winston Kasinsky            | TV series Episode: "Mr. Monk and the Lady Next Door"                                                                                                 |
| 2009    | Fast & Furious                          | Virgil                      | Feature |
| 2009    | Battle for Milkquarious                 | White Gold                  | Short |
| 2009    | Glee                                    | Joe                         | TV series Episode: "Vitamin D" |
| 2010    | The Clinic                              | Marty Forrest               | TV series Episodes: "Trouble Brewing" "Marijuana Meatloaf" "Raiders of the Lost Pot" "The Client Room" "Jab's in Love" "Marty's Home Away from Home" |
| 2010    | Burn Notice                             | Justin Walsh                | TV series Episode: "Brotherly Love" |
| 2010    | CSI: Crime Scene Investigation          | Junkie                      | TV series Episode: "Turn On, Tune In, Drop Dead" |
| 2011    | Balls to the Wall                       | Ben Camelino                | Feature |
| 2011    | Here's to Big Bear                      |                             | Short |
| 2012    | Awake                                   | Francis                     | TV series Episode: "Two Birds" |
| 2012    | Golden Winter                           | Frankie                     | Feature |
| 2012    | Jack's Not Sick Anymore                 | Kip                         | Short |
| 2012    | From The Head                           | John                        | Feature |
| 2013    | RockBarnes: The Emperor in You          | One Armed Man               | Feature |
| 2013    | Sequence                                | Billy                       | Short |
| 2013    | Youth Large                             | Cheffid Rigsby              | TV Pilot |
| 2014    | The Savages                             | Dad                         | Pilot |
| 2014    | L.A. Rangers                            | Hiker / Cowboy              | TV series Episode: "Once Upon a Time in the Park" |
| 2014    | The Origins of Wit and Humor            | Les Candalero               | Feature |
| 2015    | For All Eyes Always                     | Thomas Devlin               | Feature Post Production |
| 2015-16 | Gamer's Guide to Pretty Much Everything | Mr. Spanks                  | Recurring Role (season 1) |
| 2021    | ‘’Rumble through the Darkness’’         |                             | |
| 2024    | Drugstore June                          |                             | |